# Willibald Bösen
Willibald Bösen (* 1938 in Mettlach) ist römisch-katholischer Theologe, Bibelwissenschaftler und war Professor für Neues Testament und Didaktik an der Universität Bielefeld.
Er war von 1982 bis zum Ende des Sommersemesters 2003 Professor für Biblische Theologie und ihre Didaktik an der Universität Bielefeld.
Bösens Forschungsschwerpunkt liegt auf der Frage nach dem historischen Jesus. In seinem Bemühen um die Rekonstruktion der Welt, aus der Jesus kam und in der er lebte, sucht er die Evangelien vor allem mit Hilfe der archäologischen Untersuchungen in Israel, insbesondere in Galiläa und Jerusalem, aufzuhellen und neu zum Sprechen zu bringen.
Als Lehrer mit einer vieljährigen Praxis ist ihm des Weiteren die didaktische Frage ein zentrales Anliegen. Ausgehend von der Beobachtung, dass die Mehrzahl der Menschen visuell veranlagt sind, sucht er dem Leser der beiden Testamente die innere Struktur der biblischen Texte über Textaufrisse, Schemata, Diagramme aufzuschließen und sie mit Hilfe von geo- und topographischen Karten und Skizzen wie durch Rekonstruktionszeichnungen weiter zu veranschaulichen.

## Wissenschaftlicher Werdegang
Bösen studierte von 1959 bis 1965 Philosophie und katholische Theologie in Trier, Fribourg (Schweiz), Innsbruck und Saarbrücken, von 1962 bis 1965 Pädagogik und Germanistik in Saarbrücken. 1965 schloss er seine Studien mit dem 1. und 1967 mit dem 2. Staatsexamen für das Lehramt ab. Während seiner zwölfjährigen Tätigkeit als Lehrer an verschiedenen Schulen im Saarland (von 1965 bis 1976) erwarb er 1970 mit einer Arbeit über Der schweigende Gott in den Psalmen an der Universität des Saarlandes den Grad eines Magisters Artium in Pädagogik, Germanistik und Theologie (M.A.) und wurde  1976 von Josef Blank mit einer Studie über das Mahlmotiv bei Lukas zum Dr. phil. promoviert. Von 1976 bis 1982 arbeitete er als Wissenschaftlicher Assistent an der PH Westfalen-Lippe (Abteilung Münster), wo er sich 1982 mit einer Arbeit über Galiläa – Lebensraum und Wirkungsfeld Jesu habilitierte. 1982 legte er  an der Theologischen Fakultät in Trier die Prüfung zum Dipl. theol. ab. Von 1982 bis 2003 war Bösen ordentlicher Professor für Biblische Theologie und ihre Didaktik an der Universität Bielefeld. Seit seiner Emeritierung 2003 ist er weiterhin in der Erwachsenen- und Lehrerfortbildung tätig.
Er wohnt in Heusweiler und ist verheiratet mit Inge Bösen.

## Veröffentlichungen (Auswahl)

### Buchveröffentlichungen
- Das Mahlmotiv bei Lukas. Studien zum lukanischen Mahlverständnis unter besonderer Berücksichtigung von Lk 22,14-20, Saarbrücken (Schreibmaschinendruck) 1976
- Jesusmahl - Eucharistisches Mahl - Endzeitmahl. Ein Beitrag zur Theologie des Lukas, (SBS 97) Stuttgart 1980
- Vom Jesusmahl zur Messe heute. Eine Unterrichtsreihe für Sek. I, Lehrerkommentar, Freiburg 1981.
- Vom Jesusmahl zur Messe heute. Eine Unterrichtsreihe für Sek. I, Schülerheft 7/8, Freiburg 1981
- Galiläa als Lebensraum und Wirkungsfeld Jesu. Eine zeitgeschichtliche und theologische Untersuchung, Freiburg 1985; ²1990; 1998 (TB)
- Auf einsamer Straße zu Gott. Das Geheimnis der Kartäuser, Freiburg 1987;  ²1990; ³1991; zwei Sonderauflagen für das Kartausenmuseum in Buxheim 1995
- Bruno von Köln. Der Vater der Kartäuser (A. Helly/W.Bösen), Aus dem Französischen übersetzt und mit einem Bericht über die Eremiten von “St. Bruno” versehen, Würzburg 1992
- Der letzte Tag des Jesus von Nazaret. Was wirklich geschah, Freiburg Februar 1994;  ²Juli  1994; ³1995; 1999 (TB). - In polnischer Übersetzung: Ostatni dzien Jezusa z Naretu 2002 - In italienischer Übersetzung: L’ultimo giorno di Gesù di Nazaret, 2007
- Auf dem Weg des Schweigens. Ein Einsiedler erfährt Johannes vom Kreuz (A. Helly/ W.Bösen), Aus dem Französischen übersetzt und bearbeitet, München 1997
- In Betlehem geboren. Die Kindheitsgeschichten der Evangelien, Freiburg 1999
- Auferweckt gemäß der Schrift. Das biblische Fundament des Osterglaubens, Freiburg 2006 (2009 Übersetzung ins Portugiesische)
- Erzählen will ich von Seiner Nähe. Erlebnisse und Erfahrungen mit Gott, Paderborn 2011

### Lexikonartikel
- Galiläa: I. Landschaft Palästinas; II. Örtlichkeit Jerusalems, in: Lexikon für Theologie und Kirche 5 (1995).
- Gennesaret, in: Lexikon für Theologie und Kirche 5 (1995).
- Golan, in: Lexikon für Theologie und Kirche 5 (1995).
- Kreuzigung: I. Allgemein (römische Strafe); II. Kreuzigung Jesu, in: Lexikon für Theologie und Kirche 6 (1997).
- Prätorium, in: Lexikon für Theologie und Kirche 8 (1999).
- Prozess Jesu, I. Biblisch - Neues Testament, in: Lexikon für Theologie und Kirche 8 (1999).
- Tod Jesu, in: Lexikon für Theologie und Kirche 9 (1999).